# 경기광주 분기점
경기광주 분기점(京畿廣州分岐點, Gyeonggi-Gwangju Junction, 경기광주JC)은 경기도 광주시 초월읍 선동리와 늑현리에 걸쳐 설치된 중부고속도로와 제2중부고속도로, 그리고 광주원주고속도로가 만나는 분기점이자 광주원주고속도로의 기점이다. 2016년 11월 11일에 개통되었다. 분기점 진출입로는 초월 나들목과 연결되어 있다.
산곡 → 동곤지암 방향 및 동곤지암 → 산곡 방향으로만 진출입이 가능하며, 마장 → 동곤지암 방향과 동곤지암 → 마장 방향으로는 진출입할 수 없다.
2015년 12월 31일에 명칭을 경기광주 분기점으로 확정했다.

## 연혁
- 2010년 3월 4일 : 분기점 신설을 위해 광주시 도시계획시설 교통광장에 초월읍 선동리 일원을 광주 분기점으로 고시[2]
- 2015년 12월 31일 : 명칭을 경기광주 분기점으로 확정[1]
- 2016년 10월 20일 : 광주시 도시계획시설 교통광장 명칭을 경기광주 분기점으로 변경 고시[3]
- 2016년 11월 11일 : 광주원주고속도로 개통과 함께 통행 개시[4]

## 구조물 정보
- 위치: 경기도 광주시 초월읍 선동리, 늑현리

## 접속하는 노선

### 청주・하남방면
- 중부고속도로 (39-1번)

### 이천・하남방면
- 제2중부고속도로 (39-1번)

### 원주방면
- 광주원주고속도로 (1번)

## 교통량 정보
원톨링 시스템에 의해 집계된 광주원주고속도로를 통과한 차량 기준이다.
| 요금소                  | 통행량 (대/일) | 통행량 (대/일) | 통행량 (대/일) | 통행량 (대/일) | 각주  |
| 요금소                  | 2016년         | 2017년         | 2018년         | 2019년         | 각주  |
| ----------------------- | -------------- | -------------- | -------------- | -------------- | ----- |
| 경기광주분기점 (폐쇄식) | 7,855          | 7,874          | 6,327          | 6,787          | [ 5 ] |